# Diplocephalus turcicus
Diplocephalus turcicus är en spindelart som beskrevs av Brignoli 1972. Diplocephalus turcicus ingår i släktet Diplocephalus och familjen täckvävarspindlar. Inga underarter finns listade i Catalogue of Life.